# Albert Hauf
Albert Guillem Hauf i Valls (Sóller, Mallorca, 1938) es un filólogo, historiador de la literatura y crítico literario español. Es especialista en literatura medieval catalana y provenzal. 

## Vida
Se licenció en Filología Románica en la Universidad de Barcelona, con una beca de la Fundación Juan March. Sus tesina de licenciatura consistió en la edición del texto aragonés del Tractado de Agricultura de Paladio Rutilio Emiliano. En la misma universidad se doctoró, bajo la dirección del profesor Martín de Riquer, con una tesis sobre la Vita Christi, obra del catalán Francesc Eiximenis, y la tradición medieval de las Vitae Christi. Este trabajo mereció el Premio Nicolau d'Olwer 1977 del IEC.
En 1964 marchó a la Universidad de Cardiff (Gales) como lector de castellano y catalán. Permaneció, ya como profesor y después como catedrático de Estudios Hispánicos. Allá inició cursos de lengua y literatura catalanas. Las desavenencias con la política de la primera ministra británica Margaret Thatcher le impulsaron a abandonar el Reino Unido en 1987, año en que llegó a la Universidad de Valencia, donde es catedrático de Filología Catalana hasta la actualidad.
Desde 1992 ha dirigido diferentes proyectos de investigación financiados por el Ministerio de Cultura español y por la Consellería de Cultura valenciana, en particular sobre la literatura del Siglo de Oro valenciano. Hasta el momento (2007) ha dirigido dieciséis tesis doctorales. Ha organizado diversos congresos y encuentros académicos: El ambiente cultural en la Valencia de la segunda mitad del siglo XV, Tirant lo Blanc y sus traductores, Tirant lo Blanc, Jaime I, Ausiàs Marc, Lecturas de Ausiàs Marc, Francesc Eiximenis, Joan Roís de Corella, La historiografía medieval, etc.
Es miembro de la Academia Valenciana de la Lengua, del Instituto Interuniversitario de Filología Valenciana y del Instituto de Estudios Catalanes. Fue fundador y presidente de la Asociación Internacional de Lengua y Literatura Catalanas.
Así mismo, ha sido miembro del Instituto Valenciano de Estudios e Investigación (sucediendo a Joan Fuster), de la Junta Directiva de la Anglo-Catalan Society (1973-1978), del Claustro de la Universidad de Valencia (1995-2001); del Real Patronato de la Biblioteca Nacional de Madrid (1995-1997); del Patronato Mossèn Alcover (2001); del jurado de los Premios Octubre Joan Fuster de Ensayo (1989 y 1991) y de los Premios Nacionales de las Letras del Ministerio de Cultura (Ensayo, 1991 y 1992; Novela, 1993; Literatura, 1998); de la comisión editora de las obras de Francesc Eiximenis; de la comisión editora de las obras de Ramon Llull; del consejo de redacción de las revistas Estudis Romànics, Caplletra, Llengua i Literatura; del comité editor de ELLC; del consejo asesor de Révue d'Études Catalanes (Francia), Tesserae (Reino Unido), Catalan Review (Estados Unidos), Afers, Studia Philologica Valentina y Ausa.
El 24 de agosto del 2024, es nombrado hijo ilustre de Sóller.

## Obra
Además de artículos periodísticos y de divulgación, ha participado en programas de radio y de televisión y ha colaborado con Martín de Riquer y Mario Vargas Llosa en un CDR sobre el Tirant.
Es autor de unos doscientos trabajos de investigación, en gran parte enumerados en ELL, 4 (1998), 261-271. Destacan los siguientes trabajos: 
- Edición del Speculum Humanae Salvationis.
- Estudios y comentarios de Teresa Pérez Higuera y Albert Hauf i Valls, Madrid, Edilán, 2000, 2 vols.
- La Vita Christi de Sor Isabel de Villena, Barcelona, Ed. 62, 1995.
- Speculum Animae, atribuido a Sor Isabel de Villena, Madrid, Edilán, 1993, 2 vols.
- D'Eiximenis a Sor Isabel de Villena. Aportació a l'estudi de la nostra cultura medieval, Biblioteca Sanchis Guarner, 19, Valencia-Barcelona, 1990 (Premio Serra d'Or de la Crítica, 1991).
- Edición del Tirant lo Blanc, 2 vols., Valencia, Generalidad Valenciana, 1992 y 1990.
- La Flor de les Istòries d'Orient, Barcelona, 1989 (Premio Massó i Torrent 1990 del IEC, al mejor trabajo de tema medieval).
- Quarantena de Contemplació de Joan Eiximeno, Abadía de Montserrat, 1986.
- Contemplació de la Passió, Barcelona, 1983.
- Lo Crestià de Francesc Eiximenis, Barcelona, Ed. 62, 1983.
- El Ars Praedicandi de Fr. Alfonso d'Alprao, Roma, 1979.
- Estudios introductorios a José Pou, Visionarios, beguinos y fraticelos, Alicante, 1996, 9-112; y a Joan Fuster, Misògins i enamorat, Alzira, 1995.
- 25 artículos sobre historiografía medieval publicados en el Grundriss der Romanischen Literaturen des Mittlealters, XI/2, Heidelberg, 1993.
- Entre sus traducciones del alemán, inglés y francés, destaca la versión castellana de Arthur Terry, Catalan Literature: Literatura Catalana, Barcelona-Caracas. México, 1977 y 1983, dotada de una bibliografía adicional.